# لماذا تأخر المسلمون (كتاب)
لماذا تأخر المسلمون؟ ولماذا تقدم غيرهم؟ هو كتاب ألفه شكيب أرسلان الملقب بأميرِ البيان عام 1930.

## نبذة عن الكاتب
شكيب أرسلان هو كاتبٌ وأديبٌ ومفكرٌ عربيٌّ لبناني. لُقِّبَ بأميرِ البيان؛ لغزارةِ إنتاجِه الفكري. كان كثيرَ التَّرحال؛ حيثُ تنقَّلَ بينَ العديدِ من البُلدان، والتقى بالعديدِ من أعلامِ وأدباءِ ومُفكِّري عصرِه، وله الكثيرُ من الإسهاماتِ الفكريةِ والأدبيةِ والسياسيةِ التي جعلتْهُ أحدَ أفذاذِ عصرِه. كما اعتُبِرَ واحدًا من كبارِ المفكِّرين ودُعاةِ الوحدةِ الإسلامية. وُلدَ «شكيب أرسلان» عام 1869م، بقريةِ الشويفاتِ قُربَ بيروت، وتأثَّرَ بعددٍ كبيرٍ من أعلامِ عصرِه. قال عنه الطنطاويّ: شكيب أرسلان أعظم شخصية عربية. كان لسان الإسلام ومدرة العرب. وأحسب أن مقالاته لو جمعت لجاء منها كتاب في ضعف حجم الأغاني. وقال عنه مصطفى الرافعي: حجة الأدب، وسيد كتاب العصـــر.

## الغاية من الكتاب
يقول الشيخ محمد رشيد رضا: "كتب إليَّ تلميذي المرشد الشيخ محمد بسيوني عمران كتابًا يقترح فيه على أخينا المجاهد أمير البيان أنْ يكتب مقالاً للمنار بقلمه السيَّال في أسباب ضعف المسلمين وتأخُّرهم في هذا العصر، وأسباب قوَّة الإفرنج واليابان وعزَّتهم بالملك والسيادة، والقوَّة والثروة. ولقد بنى هذا الاقتراح على عدَّة أسئلة صارت مَثار شُبهة على الدِّين. وكانت الاسئلة عبارة عن سؤالين:
- (1) ما أسباب ما صار إليه المسلمون (ولا سيما نحن مسلمو جاوة وملايو) من الضعف والانحطاط في الأمور الدنيوية والدينية معًا، وصرنا أذلاء لا حول لنا ولا قوة، وقد قال الله تعالى في كتابه العزيز: وَلِلهِ الْعِزَّةُ وَلِرَسُولِهِ وَلِلْمُؤْمِنِينَ. فأين عزة المؤمنين الآن؟ وهل يصح لمؤمن أن يدعي أنه عزيز، وإن كان ذليلًا مهانًا ليس عنده شيء من أسباب العزة إلا أن الله تعالى قال: وَلِلهِ الْعِزَّةُ وَلِرَسُولِهِ وَلِلْمُؤْمِنِينَ.[1]
- (2) ما الأسباب التي ارتقى بها الأوروبيون والأمريكان واليابانيون ارتقاءً هائلًا؟ وهل يمكن أن يصير المسلمون أمثالهم في هذا الارتقاء إذا اتبعوهم في أسبابه مع المحافظة على دينهم «الإسلام» أم لا؟

يكمل الشيخ أنَّه اقترح هذا الاقتراح على أخيه ووليِّه الأمير، فأرجأ الجواب عنه لكثْرة شواغله، إلى أنْ عادَ من رحلته إلى إسبانيا، فكتب هذا الجواب منفعلاً بما رآه في إسبانيا من مُؤثِّرات مثل: مشاهد حَضارة قومنا العرب في الأندلس والمغرب، كما شاهَد تأثير محاولةٍ فرنسيةٍ تُنصِّر البربر في المغرب، وهذا تمهيدًا - بدوره - لتنصير عرب إفريقيَّة المرزوئين باستبعادها لهم، كما فعلتْ إسبانيا في سلَفِهم بالأندلس.

## ملخص الكتاب

فهرس الكتاب

يرى شكيب أرسلان أن أسباب ارتقاء المسلمين في الماضي، إنما ترجع إلى الإسلام، ويبين أنه إذا فحصنا ذلك، وجدنا أن السبب الذي استقام به المسلمون سابقًا، قد أصبح مفقودا بلا نزاع، وإن كان بقي منه شيء، فهو كباقي الوشم في ظاهر اليد. وفي حال قُمنا بعمل مقارنة بين حال المسلمين والإفرنج اليوم، نجد أن المسلمين، فقَدوا الحماسة التي كانت عند آبائهم الأولين، وقد تخلق بها أعداء الإسلام الذين لم يوصهم كتابهم بهذا، فترى أجنادهم تتوارد على حياض المنايا سباقًا وتتلقَّى الأسنة والرماح عناقًا، فلقد فقَدوا الغالي والنفيس، وضحوا بأغلى ما عندهم، ألا وهي نفوسهم، في سبيل نشر دينهم الباطل، أما نحن فهل ينصرنا الله - عز وجل - بدون عمل؟ بالطبع لا.
وأما عن شبهة مدنية الإسلام، فأفرد المؤلف بحثا خاصا في جوابه بهذا الشأن، ورد على زعم من زعم، أن الإسلام لم يتمكن من تأسيس مدينة خاصة، ثم ساق أرسلان الاستدلال على ذلك بحالته الحاضرة، وقال ان هذا الكلام خرافة يموه بها بعض أعداء الإسلام من الخارج وبعض جاحديه من الداخل، ولكل منهم هدفُهم، فالأعداء يريدون أن يصبغوا المسلمين بالصبغة الأوروبية. وأما الجاحدون فيريدون أن يزرعوا في العالم الإسلامي بذور الإلحاد.
يرد الكاتب على حساد المدنية الإسلامية المكابِرين، والذين نسوا فضل الإسلام وحضارته وتراثه. وضرب أمثلة على الأمم الأخرى لأجل المقابلة، فذكر اليونانيين والرومان، قبل النصرانية وبعدها. وهو يرى أن القائلين بأن الإسلام قد كان سبب انحطاط الأمم الدائنة به، لا مفر له من القول بأن النصرانية قد أدَّت إلى انحطاط اليونان، وكذلك كانت روما في عصرها الدولةَ العظمى التي لا يذكر معها دولةٌ، ولم تزل هكذا إلى أن تنصرت لعهد قسطنطين، فبدأت في الانحطاط.. أيعقَل أنْ نقول أيضا: إن تدينها هو سبب تخلفها؟
أن سبب تأخُّر أوروبا واليابان في الماضي، وسبب نهضتهما الحاضرة، ليس الدين، فما من داع لإدْخال الأديان في هذا المعترك، ومن ثم جعلها هي وحدها معيار التقدم والرقي والتردي. ان الإسلام، وبلا جدال، سبب نهضة العرب وفُتوحاتهم المدهشة، وهو ما أجمع على الاعتراف به المؤرخون شرقًا وغربا، ولكنه لم يكن سبب انحطاطهم في ما بعد، كما يزعم المفترون الذين لا غرض لهم سوى نشر الثقافة الأوروبية بين المسلمين، دون ثقافة الإسلام، وبسط سيادة أوروبا على بلدانهم، بل كان السبب في تردي المسلمين هو أنهم اكتفوا في آخر الأمر من الإسلام بمجرد الاسم، ولكن الإسلام اسم وفعل.
يبين أرسلان أن أسباب نهضة العالم الإسلامي من جديد كثيرة ولا حصر لها، ومن أهمها حث القُرآن الكريم على العلم. ويرى أن هذا الحث لهو أقوى باعث للمسلمين على سبقهم لسائر الأمم في الرقي، وأن أسباب انحطاط المسلمين في العصر الحديث هي أسبابه في العصر القديم، لكن زاد عليها فقْد كل الثقة بالنفس، وهو ما يسمى في علم النفس عقدة النقص؛ فلقد دب اليأس في نفوس المسلمين - إلا من رحم الله - وظنوا (بل تيقَّن بعضهم) بعدم النصر، ووثقوا في ذلك.
أن المسلمين إذا تعلموا العلوم العصرية استطاعوا أن يعملوا الأعمال العمرانية التي يقوم بها الإفرنج، وهناك أمثلةً كثيرة على قدرة المسلمين لنهوض العمران؛ وذكر الخط الحديدي الحجازي، والغاية من إنشاء هذا الخط، ومداه، وتعطيل كل من إنجلترا وفرنسا لهذا الخط. وعلى جميع الأمم إلى أن تعي أهمية الإصلاحات المعنوية والمادية في البلاد الإسلامية؛ فالشريعة لا تعرف حسبا ولا نسبا، وإنما أكرم الناس عند الله أتقاهم. أن المسلمين لن ينهضوا إلاَّ بالأشياء التي نهض بها غيرهم، وقد ذكر أمثلةً لهذه الأشياء، ومنها: الجهاد بالمال والنفس، والعلم.

## أسباب تأخر المسلمين
يجمل أرسلان أسباب تأخر المسلمين، فيحصرها في عدة أمور، وهي: الجهل والعلم الناقص، فساد الأخلاق، الجبن والهلع، اليأس والقنوط، نسيان المسلمين ماضيهم المجيد، شبهات الجبناء والجهلاء، ضياع الإسلام بين الجامدين والجاحدين.
1. الجهل.
2. العلم الناقص.
3. فساد الأخلاق.
4. فساد أخلاق الأمراء بنوع خاص.
5. الجبن والهلع.
6. اليأس والقنوط من رحمة الله.
7. الجمود على القديم.
8. فقدهم كل ثقة في أنفسهم.
9. فساد الحكام والعلماء.

## قصة الكتاب
بعد قراءة أحد تلامذة الإمام رشيد رضا للمقالات التي كان يكتبها أمير البيان «شكيب أرسلان» في الجرائد العربية، ورؤيته لما تلقته هذه المقالات من صدى واسع واهتمام كبير لدى القراء، أرسل إلى أستاذه الإمام يتساءل؛ لماذا لا يكتب شكيب أرسلان عن أسباب تأخر المسلمين وتقدم غيرهم، خاصة أن للأمير رؤية تاريخية واسعة، ومعرفة حضارية كبيرة، وخبرة سياسية لا يستهان بها، ما يجعل تشخيصه للمحنة التاريخية تشخيصًا دقيقًا، وبالفعل أرسل رشيد رضا بتلك الرسالة إلى الأمير شكيب أرسلان، فما كان منه إلا أن استجاب لهذا المطلب فأفاض وأفاد

## المميزات
يعد الكتاب مميزا وشاملا للعديد من النقاط منها: 

1. إبراز آيات القرآن في الردِّ والرُّجوع إليها؛ ممَّا يدلُّ على تأثر المؤلف بالقرآن.
2. إشراق العبارة وجمال الديباجة في النثر والشعر، فهو أمير البيان، وقد كان رئيسَ المجمع العلمي في سورية.
3. كثْرة سفر الكاتب ورحلاته العلمية ودراساته ساعدَتْه في معرفة أحوال المسلمين شرقًا وغربًا؛ ممَّا جعله يُؤيِّد كلامه النظري بأدلَّة علمية مُوثَّقة.
4. خير الكلام ما قلَّ ودلَّ، فعبارات الكتاب موجزة مُعبِّرة.
5. المقارنة بين حال المسلمين والإفرنج في تقدُّمهم وانحِطاطهم.
6. ردُّ المزاعم والافتراءات التي يفتريها الغرب على الإسلام وأهله.
7. التدرُّج في ذكر الأمثلة؛ فغالبًا ما يبدأ بالقرآن، ثم الحديث، ثم الأخبار، ثم العصر الحديث.
8. التحدُّث عن مواضيع حسَّاسة أتَتْ في وقتها؛ مثل: مدينة الإسلام، والرد على حساد المدينة المُكابِرين.
9. وضع الحلول لنهضة المسلمين واستخراجها من الشريعة الإسلامية.
10. الاستشهاد بالتجارب المعاصرة في النهوض والحضارة.

## اقتباسات
افرد الباحثون الكثير من الاقتباسات  من الكتاب منها:
- «ولكنَّ الأمم الإسلامية تريد حفظ استقلالها بدون مفاداة ولا تضحية، ولا بيع أنفس ولا مسابقة إلى الموت، ولا مجاهدة بالمال، وتُطَالِب الله بالنصر على غير الشرط الذي اشترطه في النصر، فإنَّ اللهَ – سبحانه – يقول : " ولينصرن الله من ينصره " ويقول : " إنْ تنصروا الله ينصركم ويثبت أقدامكم»
- «فإنَّ الموتَ موتان : أحدهما : الموت لأجل الحياة، وهو الموت الذي حثَّ عليه القرآن الكريم المؤمنين إذا مَدَّ العدو يَدَهُ إليهم. وأما الموت الثاني : فهو الموت لأجل استمرار الموت، وهو الموت الذي يموته المسلمون في خدمة الدول التي استولت على بلادهم ! وذلك أنهم يموتون حتى ينصروها على أعدائها.»
- «وإذا سألت هؤلاء المسلمين الممالئين للعدو على إخوانهم: كيف تفعلون مثل هذا وأنتم تعلمون أنه مخالف للدين وللشرف وللفتوة وللمروءة وللمصلحة وللسياسة؟ أجابوك: كيف نصنع فإن الأجانب انتدبونا، ولو لم نفعل لبطشوا بنا، فاضطررنا إلى القتال في صفوفهم؛ خوفًا منهم، ونسوا قوله تعالى: أَتَخْشَوْنَهُمْ ۚ فَاللهُ أَحَقُّ أَن تَخْشَوْهُ إِن كُنتُم مُّؤْمِنِينَ»
- «والجامد هو سبب الفقر الذي ابتلى به المسلمون؛ لأنه جعل الإسلام دين آخرة فقط، والحال أن الإسلام هو دين دنيا وآخرة، وإن هذه مزية له على سائر الأديان، فلا حصر كسب الإنسان فيما يعود للحياة التي وراء هذه كما هي ديانات أهل الهند والصين، ولا زهده في مال الدنيا وملكها ومجدها كتعاليم الإنجيل، ولا حصر سعيه في أمور هذه المعيشة الدنيوية كما هي مدنية أوروبة الحاضرة.»
- «ومن أعظم أسباب تأخر المسلمين العلم الناقص، الذي هو أشد خطراً من الجهل البسيط؛ لان الجاهل غذا قيّض الله له مرشداً عالماً أطاعه ولم يتفلسف عليه، فأما أصحاب العلم الناقص فهو لا يدري ولا يقتنع بأنه لا يدري، وكما قيل: إبتلاؤكم بمجنون خير من ابتلائكم بنصف مجنون، أقول: إبتلاؤكم بجاهل خيرٌ من إبتلائكم بشبه عالم»
- «لقد ظنّ كثيرٌ من المسلمين أنّهم مسلمون بمجرَّدِ الصلاةِ والصّيام، وكلّ ما لا يُكلِّفُهم بذلَ دمٍ ولا مال، وانتظروا على ذلك النّصر من الله! فإنّهم اكتفوا من الإسلام بالركوع والسّجودِ، والأوراد والأذكار، وإطالة السُّبحَةِ والتلوُّمِ في المسجد، وظنُّوا أنَّ هذا هو الإسلام»
- «الحقيقة أن العرب لم يستقلّوا استقلالًا حقيقيًا واسعًا إلا بالإسلام، ولم تعرفهم الأمم البعيدة، وتخنع لهم الممالك العظام، والقياصرة والأكاسرة، ويتحدث بصولتهم الناس، ولم يقعدوا من التاريخ المقعد الذي أحلّهم في الصفّ الأول من الأمم الفاتحة إلا بمحمدٍ صلى الله عليه وسلم»
- «لماذا سادت الأمة الإنكليزية هذه السيادة كلها في العالم ؟ نجيبهم : إنها سادت بالأخلاق وبالمبادئ»
- «المادة لا تستطيع أن تعمل شيئا من نفسها، وإنما الذي يعمل هو الروح»
- «لله در الملك ابن سعود حيث يقول: ما أخشى على المسلمين إلا من المسلمين، ما أخشى من الأجانب كما أخشى من المسلمين!»
- «ملاك الأمــر هو الإرادة، فمتى وجدت الإرادة، وجد الشيء المراد»
- «التسليم لله مقروناً بالعمل أنفع في الدنيا والآخرة؛ لأنّ إفراط المرء في الاعتماد على نفسه يورطه في البطر إذا نجح، وفي الجزع إذا فشل، والذي يريده الإسلام إنما هو أن يعقل الإنسان ويتوكل.»
- «“أضاعَ الإسلام جاحدٌ وجامدُ”!»
- «يَرَى الجُبَنَاء أَنَّ الجُبْنَ حَزم *** وَتِلْكَ خَدِيعَةُ الطَّبْعِ اللَّئِيمِ»
- «نسوا أنه لا يجوز أن يتطرق اليأس إلى قلب أحد؛ لا عقلًا ولا شرعًا، ولا سيما المسلم الذي يخبره دينه بأن اليأس هو الكفر بعينه، وغفلوا عن قوله تعالى في سلفهم: الَّذِينَ قَالَ لَهُمُ النَّاسُ إِنَّ النَّاسَ قَدْ جَمَعُوا لَكُمْ فَاخْشَوْهُمْ فَزَادَهُمْ إِيمَانًا وَقَالُوا حَسْبُنَا اللهُ وَنِعْمَ الْوَكِيلُ * فَانقَلَبُوا بِنِعْمَةٍ مِّنَ اللهِ وَفَضْلٍ لَّمْ يَمْسَسْهُمْ سُوءٌ»
- «فالمسلمون عز عليهم المال ففقدوه، وعزت عليهم الحياة ففقدوها، وأبى الله إلا تصديق كلام النبي المحوى إليه حيث يقول: «يوشك أن تداعى عليكم الأمم كما تداعى الأكلة على القصاع»، قالوا أوَمن قلة فينا يومئذ يا رسول الله؟ قال: «لا، ولكنكم غُثاء كغثاء السيل يجعل الوهن في قلوبكم وينزع من قلوب أعدائكم، من حبكم الدنيا، وكراهيتكم الموت»»

## روابط خارجية
- كتاب لماذا تأخر المسلمون؟ على موقع مؤسسة هنداوي للتعليم والثقافة